# پارک ملی پینکلز
پارک ملی پینکلز (به انگلیسی: Pinnacles National Park) پارکی طبیعی در ایالت کالیفرنیا در ایالات متحده آمریکا است.
این پارک ۱۰۸ کیلومتر مربع وسعت دارد.

## تاریخچه

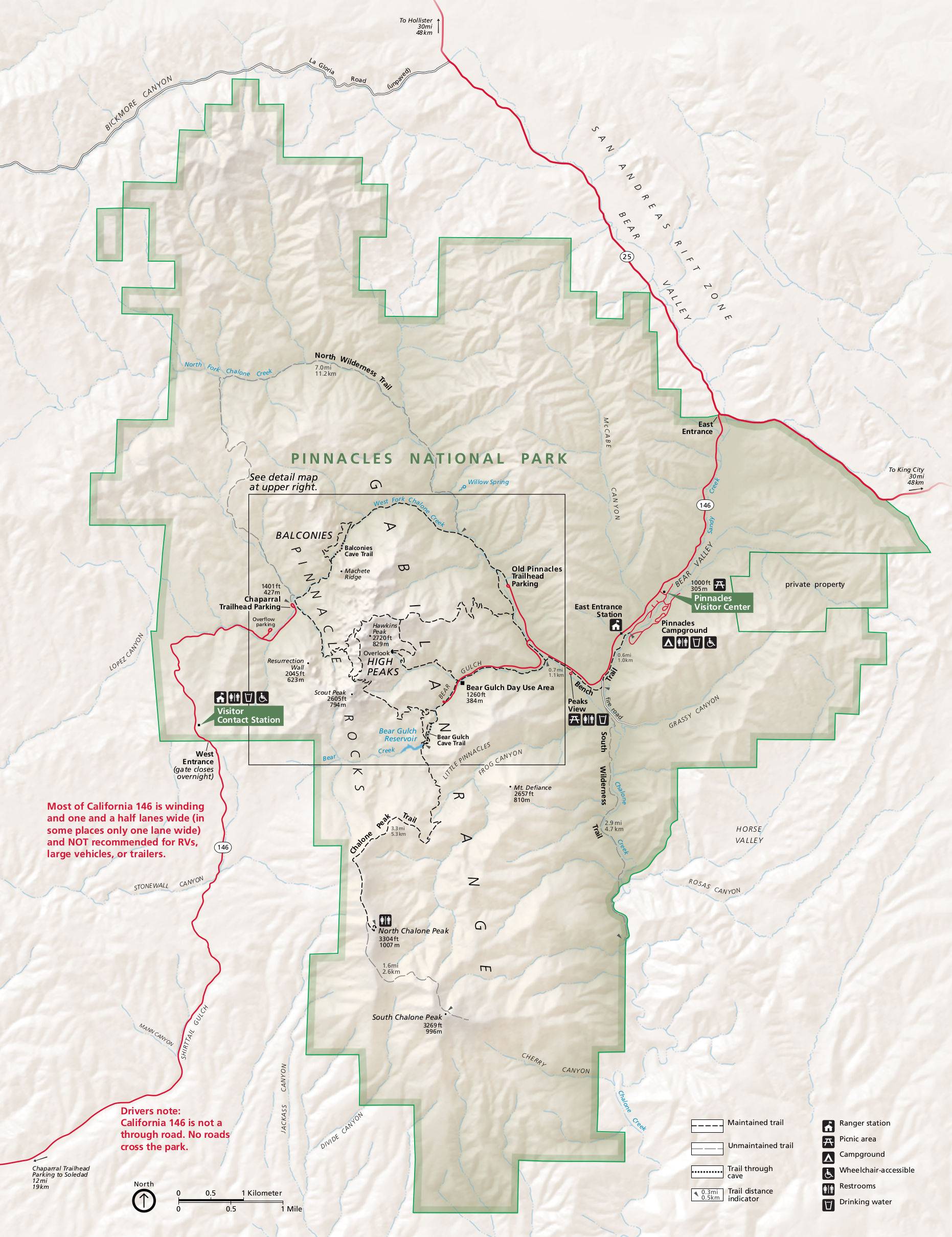
نقشه پارک

بومیان چالون و موتسون از قوم اولون در پیناکلز زندگی می‌کردند و مصنوعات سنگی در پارک برجای گذاشتند. ورود اسپانیایی‌ها در قرن هجدهم و بیماری‌های اروپایی جدید باعث کاهش جمعیت آن‌ها شد، که با استقرار هیئت اسپانیایی در سولداد تسریع گردید.  آخرین شالون تا سال ۱۸۱۰ یا مرده بود یا از منطقه رفته بود. از سال ۱۸۱۰ تا ۱۸۶۵، زمانی که اولین مهاجران انگلیسی-آمریکایی از راه رسیدند، منطقه پیناکلز بیابانی بدون استفاده یا سکونت انسان بود.

### بنای یادبود ملی و شناسایی به عنوان پارک ملی
پیناکلز که بار در سال ۱۹۰۶ به عنوان بخشی از منطقه حفاظت شده جنگلی پیناکلز قرار گرفت. این پارک تاکنون تحت مدیریت‌های متعددی مانند اداره خدمات جنگلداری ایالات متحده، اداره کل اراضی ایالات متحده و در نهایت تا  پارک‌های ملی ، را در خود جای داده است. در سال ۱۹۰۸، رئیس جمهور تئودور روزولت بنای یادبود ملی پیناکلز را ایجاد کرد. سازمان پارک ملی سرانجام در سال ۱۹۱۶ تأسیس شد، اما در آن زمان، پیناکلز به اندازه کافی مهم تلقی نمی‌شد تا به عنوان یک پارک ملی شناسایی شود. 

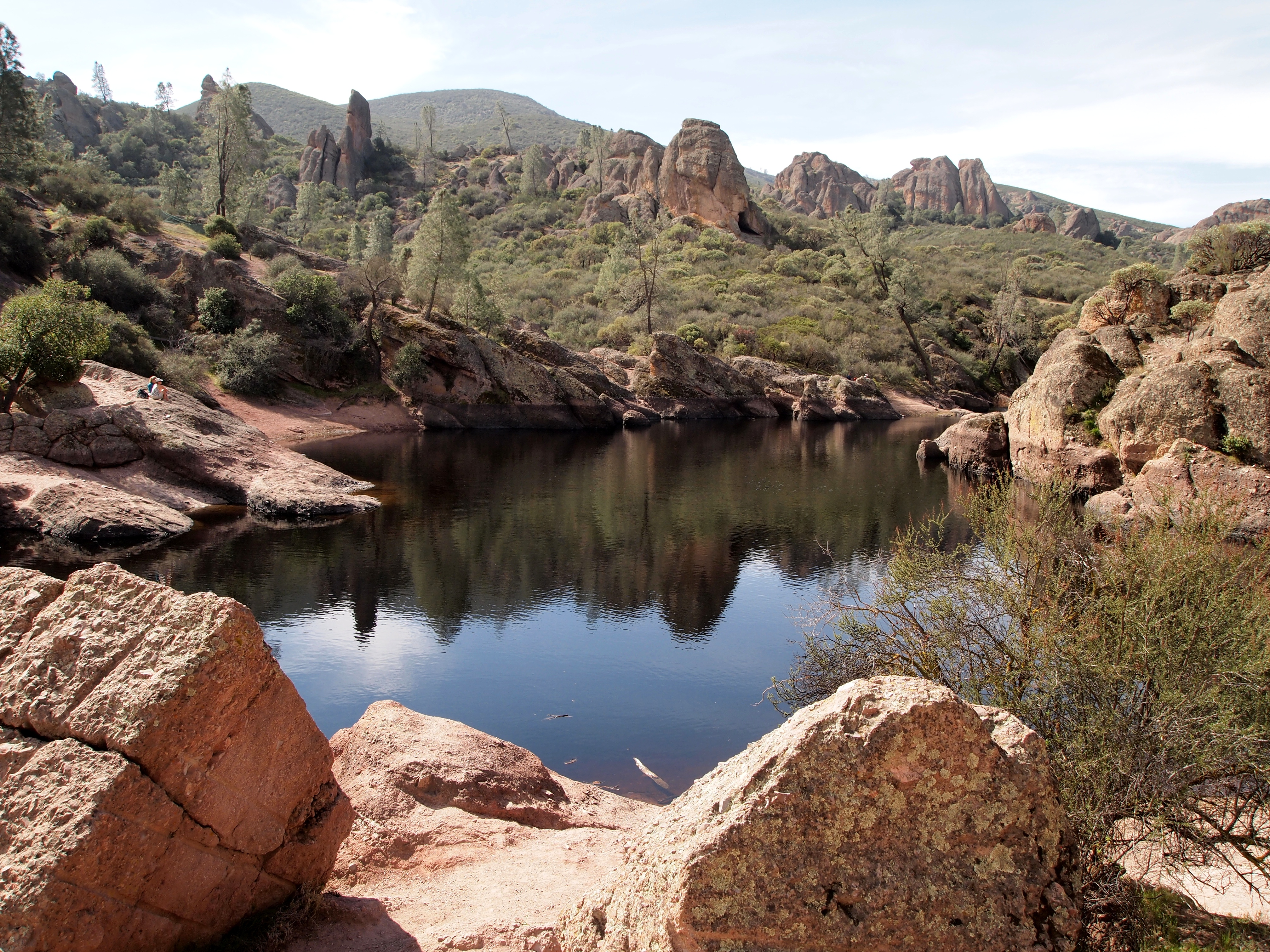
مخزن سد گولچ

لایحه‌ای که توسط نماینده سم فار (دموکرات-کالیفرنیا)  برای تبدیل بنای یادبود ملی پینکلز به یک پارک ملی تدوین شده بود، در 30 دسامبر 2012 در سنای ایالات متحده تصویب شد، در حالی که در 31 ژوئیه 2012 در مجلس نمایندگان تصویب شده بود.   این قانون در تاریخ ۱۰ ژانویه ۲۰۱۳ توسط رئیس جمهور باراک اوباما امضا شد.

## وب‌گاه‌های مربوطه
- وب‌گاه رسمی